# Independencia de Colombia
La Independencia de Colombia o de Nueva Granada fue el proceso histórico que dio por terminada la etapa regentada por el Imperio español en el actual territorio del país, formando parte de la Gran Colombia. Dicho proceso se libró en medio de un conflicto militar desarrollado entre 1810 y 1819,[cita requerida] conflicto que se libró para emancipar los territorios que en ese  entonces comprendían el Virreinato de la Nueva Granada. 
El proceso hizo parte de las Guerras de independencia hispanoamericanas, una serie de luchas surgidas en América del Sur, motivadas por la invasión francesa de España en 1808, que a su vez hizo parte de las Guerras napoleónicas en Europa.
Los movimientos de la independencia comenzaron con la proclamación de las juntas de gobierno (sistemas de gobierno autónomo en las colonias americanas) en 1810, que luego se agruparon en dos bandos liderados el uno por Antonio Nariño y el otro por Camilo Torres Tenorio los cuales promovían gobiernos centralistas y federalistas respectivamente. 
La primera fase del proceso, desde 1810 hasta 1815, se caracterizó por diversos conflictos entre los defensores de la monarquía y los independentistas. En 1811, algunas provincias de la Nueva Granada se agruparon como un nuevo Estado independiente, consistente en una confederación débil de aquellas provincias que habían proclamado juntas de gobierno en 1810.  Tras firmarse la paz Nariño emprendió una campaña contra los realistas del sur y fue derrotado y capturado. Igualmente, en la costa caribeña del país se intentó infructuosamente desalojar a los realistas. Estas derrotas debilitaron enormemente al gobierno patriota, pronto no estaba en condiciones de enfrentar a los monárquicos.
En 1816, las tropas del rey Fernando VII ganaron de nuevo el control del país, con lo cual se instaló la Reconquista de la Nueva Granada liderada por el oficial del rey, Pablo Morillo. Durante esta nueva fase, varios grupos republicanos se mantuvieron activos, ejerciendo un poder efectivo en los Llanos, principalmente en el Casanare y en la Guayana venezolana.
En 1819, un ejército independentista comandado por el militar venezolano Simón Bolívar cruzó las montañas que separaban las provincias de Casanare y Tunja, y tras las batallas de Paya, Pantano de Vargas y Puente de Boyacá, obtuvo vía libre para tomar el control de la capital, Santa Fe, ciudad a la que llegó el 10 de agosto de 1819.
El territorio ocupado por el Virreinato de Nueva Granada se convirtió en la República de Colombia, un estado republicano nombrado en honor al explorador Cristóbal Colón. La nueva república estaba primero federada con Ecuador y Venezuela, unión que la historiografía llamó Gran Colombia. Tras la disolución de esta última en 1830, el antiguo virreinato asumió el mismo nombre de Nueva Granada, hasta 1863 cuando se restableció el de Colombia.

## Antecedentes
Las guerras de independencia de la América española se inspiraron en las guerras emancipatorias de los Estados Unidos (1775-1783) y de Haití (1791-1803), así como en la Revolución Francesa (1789-1793) y la anterior insurrección de los comuneros, movimiento obrero que se dio en la región del actual departamento de Santander y que fue sofocado violentamente en 1781.
La invasión francesa de España en 1808 condujo a la crisis de la monarquía española, con la abdicación forzada de Fernando VII. La mayoría de los antiguos súbditos del rey Fernando no aceptaron el gobierno de José Bonaparte, quien fue coronado como rey de España por su hermano Napoleón I. Ello provocó revueltas en América que luchaban por traer de vuelta a Fernando, que acabaron evolucionando en independentismo en ciertas regiones, aprovechando la debilidad española.

## Desarrollo

### La Patria Boba

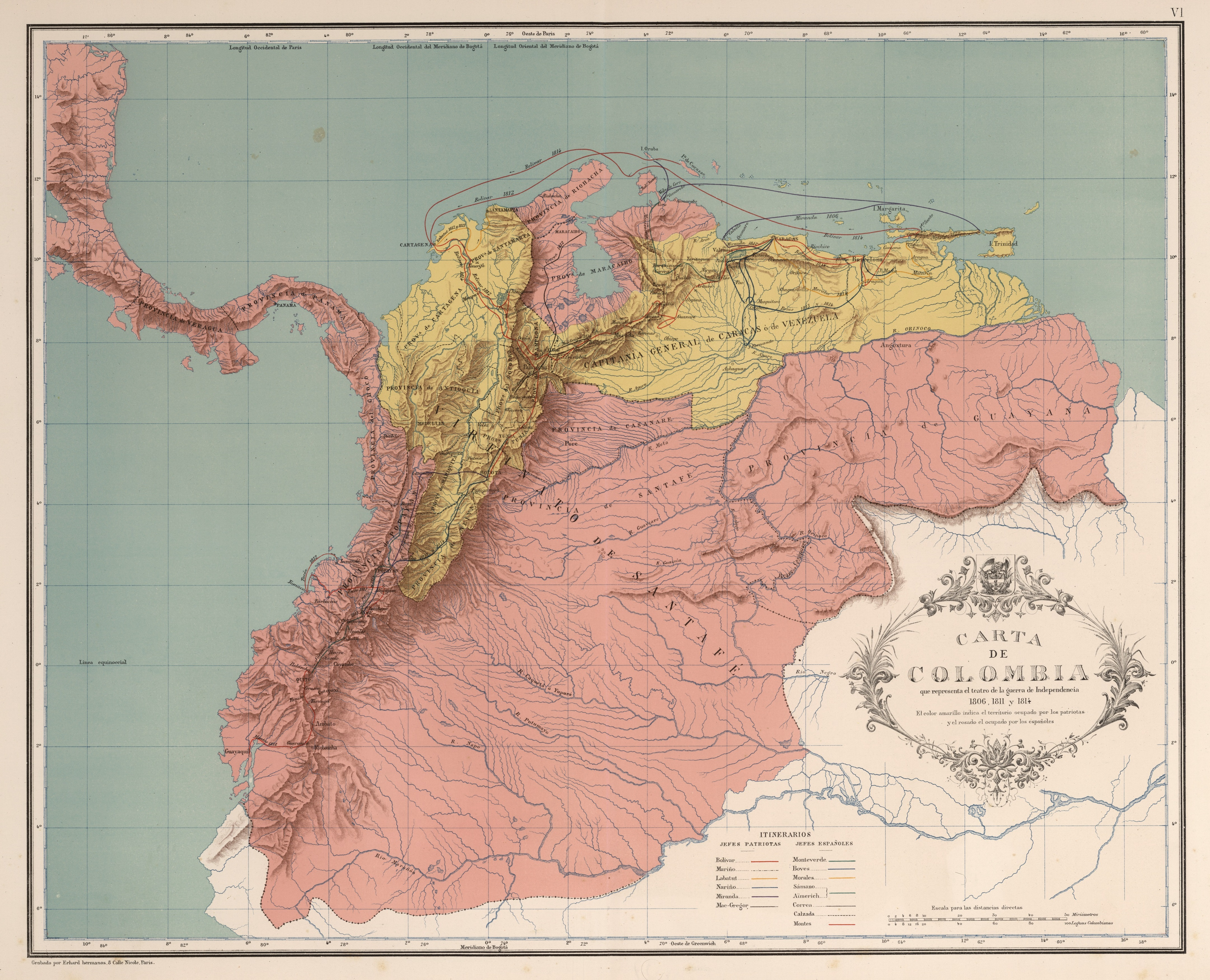
Campañas de independencia en Venezuela y Nueva Granada entre 1806 y 1814.

Al período comprendido entre 1810 y 1816 se le conoce como la Patria Boba, pues se caracterizó por los intensos combates entre los independentistas, que buscaban definir la forma de gobierno para el nuevo estado. Esta es la primera etapa del proceso de emancipación de las provincias del Nuevo Reino de Granada, el que estuvo acompañado por diversas convulsiones que se desligaron de la forma como se debería organizar la administración político-administrativa del naciente estado. Así se establecieron dos tendencias: el federalismo, que defendía la independencia total del sistema español y la autonomía de las provincias, y el centralismo, que abogaba por la permanencia del gobierno español en América. La lucha constante entre federalistas (dirigidos por Camilo Torres) y centralistas (bajo el mando de Antonio Nariño) produjo –en esta nación apenas en formación y desarrollo– inestabilidad política y varias guerras regionales y civiles en todo el territorio. 
Cada provincia y también algunas ciudades crearon sus propias juntas, que se declararon independientes unas de otras. Aunque la Junta de Santa Fe de Bogotá se denominó a sí misma "Junta Principal del Nuevo Reino de Granada", el territorio continuó dividido políticamente, pues las ciudades más pequeñas crearon sus propias juntas y pretendían ser independientes de las juntas de las capitales de provincia, lo que llevó a los conflictos militares entre ellas. En los meses siguientes hubo dos intentos fallidos de establecer un congreso provincial.
En 1811 la provincia de Bogotá, centralista, se había declarado Estado independiente, mientras las demás provincias se habían reunido en una federación llamada Provincias Unidas de Nueva Granada. Prontamente la forma de gobierno de la Nueva Granada se había convertido en motivo de una fuerte disputa y, finalmente, desembocó en guerras internas a finales de 1812 y nuevamente en 1814. La primera guerra terminó con un empate, pero no impidió que Cundinamarca organizara una expedición contra Popayán y Pasto, ambas ciudades realistas. La expedición fracasó y su presidente, Antonio Nariño, fue capturado.

#### El Acta de Independencia
La revolución no tuvo entonces las proyecciones que eran de esperarse porque gran parte de los que intervenían eran indios y habitantes de las poblaciones de la Sabana, que debían regresar a sus pueblos; cosa que indujo a Acevedo Gómez, uno de los jefes de la oligarquía criolla, a reunir a algunos del Cabildo abierto y declararse investido del carácter de «tribuno del pueblo». Construyó la famosa Junta de Gobierno con la cual sustituiría el virreinato, firmando el Acta de Independencia.
La llamada «Acta de Independencia» de Bogotá no fue la declaración propiamente de independencia, pues como lo afirma el mismo documento, esta no pretendía (en nombre de la Nueva Granada) «abdicar los derechos imprescriptibles de la soberanía del pueblo a otra persona que a la de su augusto y desgraciado Monarca Don Fernando VII». En contraposición, otras actas de independencia, como la que se promulgó en la ciudad de Tunja el 9 de diciembre de 1811, Mompox el 6 de agosto de 1810 y en Cartagena de Indias el 11 de noviembre de 1811, sí buscaron una real independencia de España.
Según el historiador colombiano Germán Mejía:

El 12 de julio es un movimiento bogotano, local, y genera un problema inmediato que además tiene pretensiones sobre las otras juntas que se estaban dando en el país. La pretensión consistía en definir lo que iba a ser el territorio de la Nueva Granada. Es el triunfo del centralismo sobre la realidad de las provincias de principios del siglo XIX. Los criollos tuvieron el papel de construir la primera República. El 20 de julio que nosotros entendemos hoy en día es el fabricado a finales del siglo XIX y no lo que sucedió a comienzos de este siglo.

El episodio ocurrido el 20 de julio sintetizó las contradicciones del imperio español: corona- reinos, criollos-peninsulares y finalmente metrópoli-colonias. La independencia de Nueva Granada y sus proyectos estado-nación serían supuestamente el resultado y la solución de estas tensiones.

#### Sucesos en Venezuela
Entretanto, en la vecina Venezuela tras la campaña de Reconquista de Monteverde (1812), el fin de la Primera República y la captura del patriota Francisco de Miranda; varios oficiales independentistas, incluido Simón Bolívar, se refugiaron en Cartagena de Indias. Mientras en la isla de Margarita y la costa de Cumaná estalló una sangrienta revuelta de negros y mulatos que se dedicaron a masacrar a colonos canarios. Bolívar aprovechó para lanzar la llamada Campaña Admirable con apoyo neogranadino, recuperando así Caracas, proclamando la Segunda República de Venezuela y decretando la Guerra a Muerte a todos los españoles y canarios que llevó a la larga a una verdadera guerra de exterminio.
Los realistas quedaron reducidos a una serie de bastiones en Venezuela, el principal en los Llanos (región entre el río Orinoco y los Andes costeros) donde el caudillo José Tomás Boves logró reunir un gran ejército de esclavos prófugos, ganaderos e indios y se lanzó en una sangrienta campaña de reconquista.

#### Repercusiones
El gobierno de la Nueva Granada aprovechó la ocasión –ya que se había alterado el gobierno de Cundinamarca– para enviar contra ellos un ejército liderado por Bolívar, que había huido de Venezuela por segunda vez –ya que la Segunda República de Venezuela había sucumbido tras su derrota en La Puerta y los patriotas tuvieron que huir hacia el Oriente–. En ese momento los realistas de Pasto y Popayán, con apoyo de Quito y Perú, acababan de tomar Antioquia.
En diciembre de 1814, Bolívar obligó a Cundinamarca a unirse a las Provincias Unidas tras asediar Bogotá con 1800 tropas; durante el acontecimiento el obispo de la ciudad excomulgó a Bolívar y sus oficiales. La urbe era defendida por 1400 soldados al mando del general José Ramón de Leyva que volvían derrotados de la Campaña de Nariño en el Sur. A sus soldados se les dijo que Bolívar tenía planeado destruir su ciudad y acabar con la Iglesia católica.

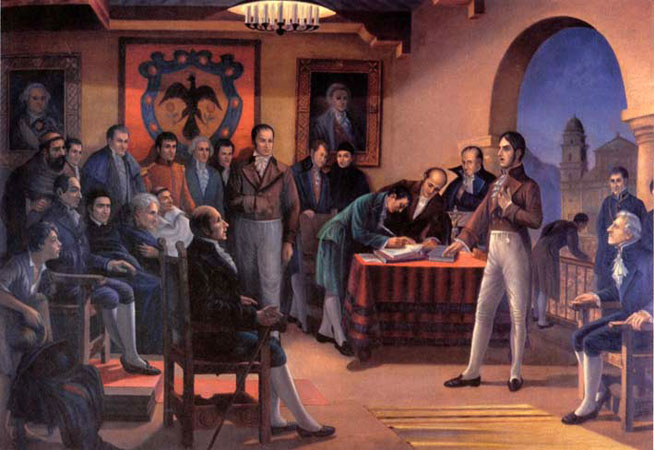
Firma del acta del Cabildo el 20 de julio de 1810.

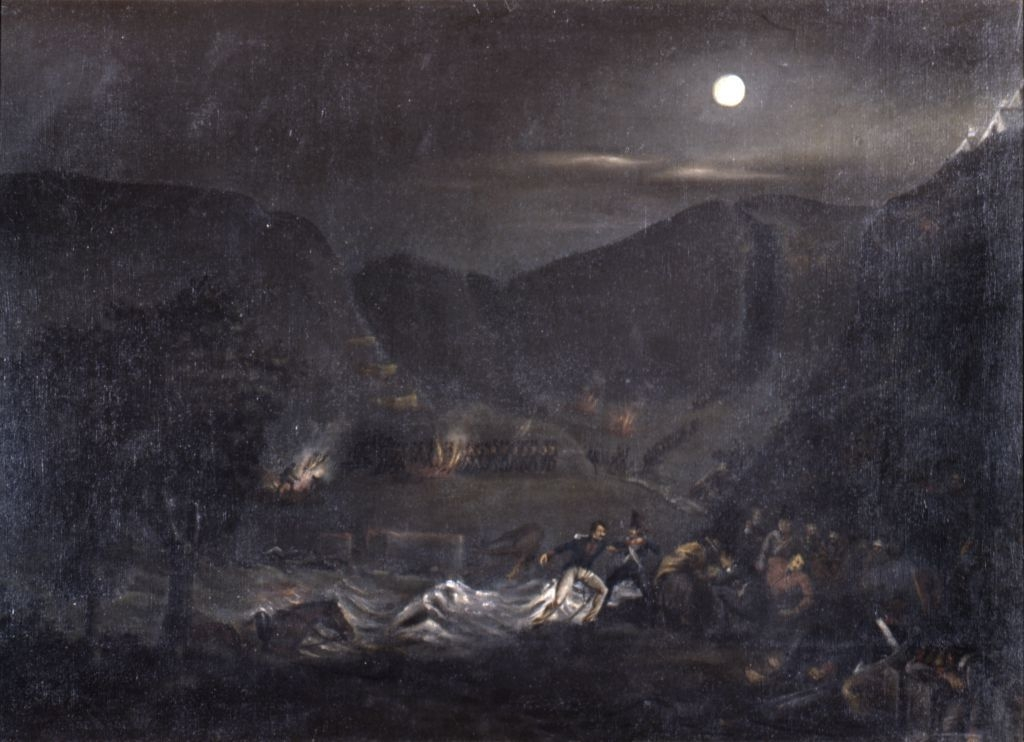
Batalla de Juanambú que fue uno de los enfrentamientos librados durante la Campaña de Nariño en el sur.

Unos 2000 ciudadanos fueron armados y se repartieron puñales entre las mujeres. Finalmente los patriotas tomaron la ciudad después de una lucha calle por calle los defensores se rindieron bajo la promesa de perdonarles la vida y sus bienes tras dos días de combates (12 de diciembre). Sin embargo, los patriotas saquearon el rico barrio de Santa Bárbara y destruyeron su Observatorio Astronómico. Muchos hombres fueron masacrados y las mujeres de origen español que ahí habitaban fueron violadas.
En enero de 1815, el gobierno republicano fue trasladado de Tunja a Bogotá, y Bolívar recibió el rango de capitán general, con el encargo de expulsar a los realistas atrincherados en Santa Marta. Sin embargo, el gobierno establecido en Bogotá no logró unificar los esfuerzos de los patriotas debido a que Cartagena de Indias se hallaba en poder del coronel patriota Manuel del Castillo y Rada, quien desde 1813 se había enemistado con Bolívar al desobedecerlo y un año después se había declarado públicamente contra él.
El plan consistía en que Bolívar atacaría Santa Marta con 2000 hombres armados por Castillo para avanzar luego sobre Santa Marta, Riohacha y Maracaibo pero ninguno confiaba en el otro. Si los samarios atacaban, Bolívar esperaría para enviar la división de Rafael Urdaneta contra ellos para luego unirse a la batalla. Ni Castillo ni Bolívar quisieron atacar Santa Marta por temor a que su rival interno aprovechara para lanzar una ofensiva en su contra, a pesar de que ambos sabían que se estaba preparando una expedición española que usaría a Santa Marta como base de operaciones. 
Finalmente, el capitán general decidió primero atacar Cartagena y empezó a preparar la campaña contra esa ciudad, luego avanzaría hacia Santa Marta y finalmente regresaría a Venezuela con todas las fuerzas disponibles. En tanto, los realistas se preparaban para invadir por tierra Nueva Granada. 

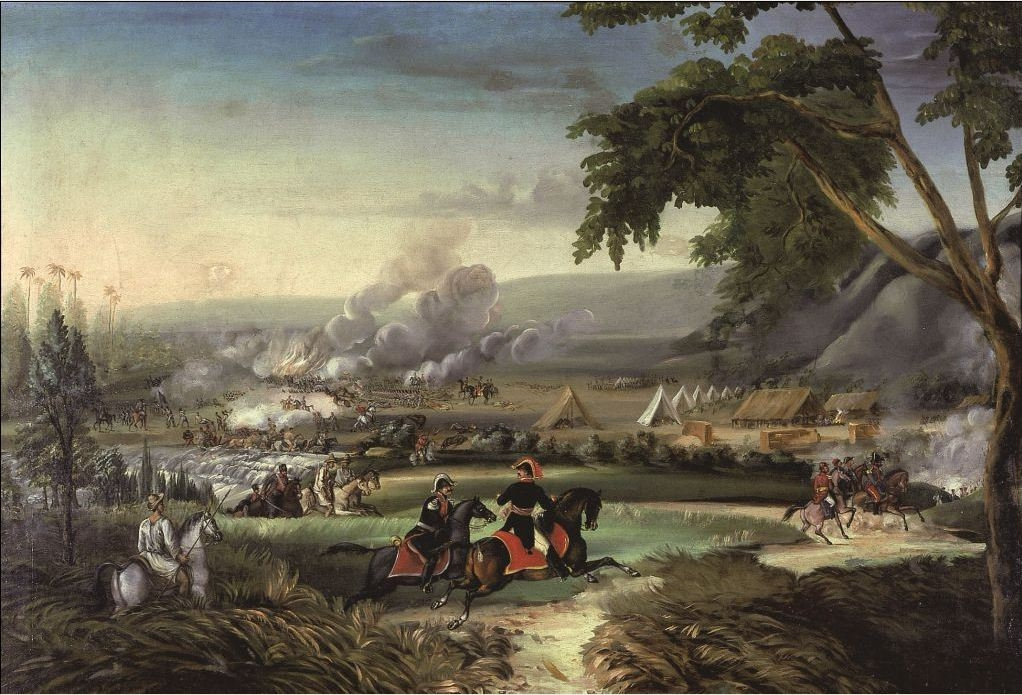
Batalla del río Palo enfrentamiento que logró pacificar el sur de la actual Colombia hasta la Reconquista.

Cerca de dos mil soldados se concentraban en Cúcuta y Guasdualito para apoyar a los samarios. En abril los samarios asediaron Mompox, Bolívar pidió a Castillo, que tenía 2500 hombres guarneciendo el Magdalena, auxiliar a los defensores, pero este se negó y se perdieron 1000 hombres, 2000 fusiles, 100 piezas de artillería y 34 buques armados.
Sin embargo, a mediados de 1815, Pablo Morillo arribó a la Nueva Granada con una gran fuerza expedicionaria, 18 barcos de guerra, 42 de transporte y 15 000 soldados y marinos, para la Campaña de Pacificación.
Las Provincias Unidas de Nueva Granada ordenó la movilización de diez mil hombres para defenderse de la expedición realista, pero aparte de publicar decretos las autoridades se mostraron incapaces de reclutarlos, armarlos o entrenarlos. Ante esta incapacidad para colaborar y defenderse muchos dirigentes terminarían por renunciar a sus cargos. Las fuerzas movilizadas, a inicios del año siguiente, por los republicanos eran apenas 8000 hombres.

### La reconquista española

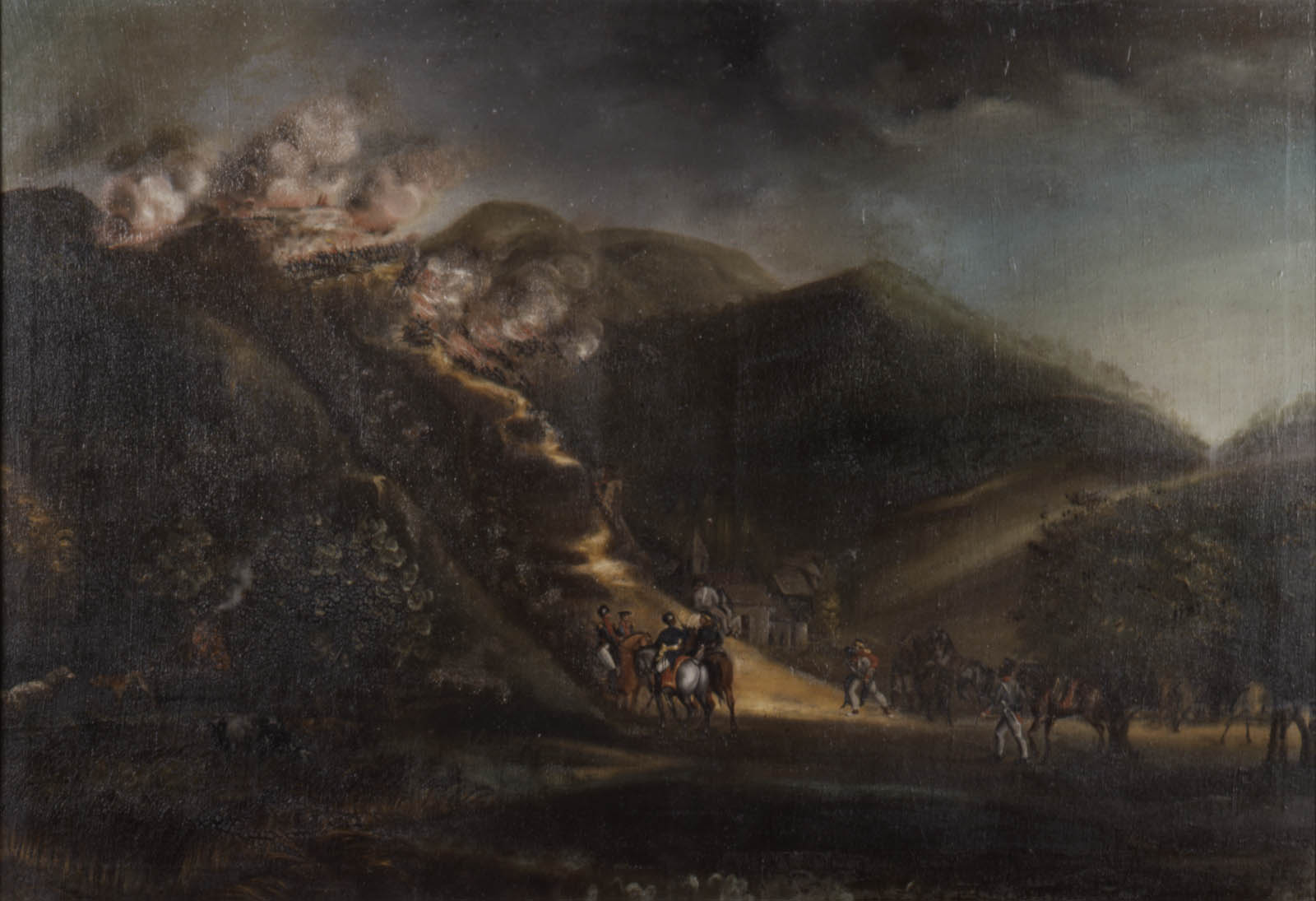
Batalla de la Cuchilla de El Tambo una de las batallas que pondrían fin a las Provincias Unidas de la Nueva Granada.

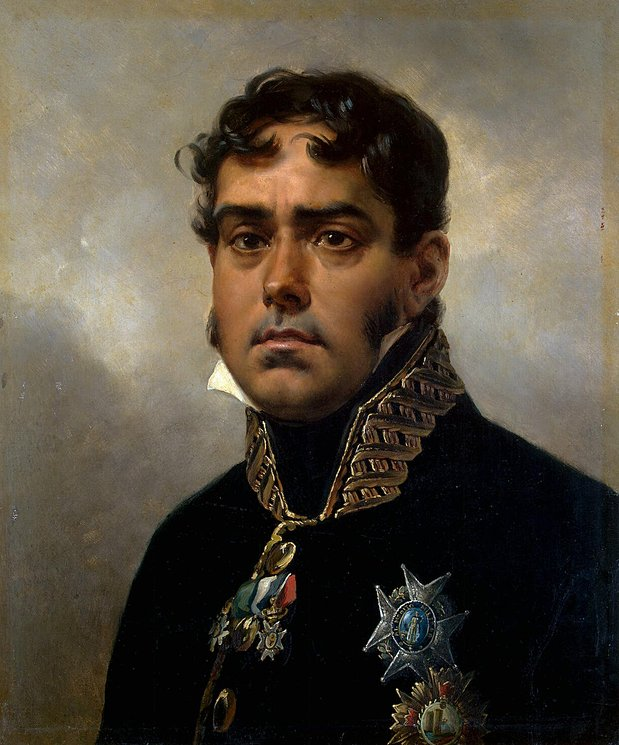
Pablo Morillo, apodado El pacificador.

La reconquista española de la Nueva Granada entre 1815 y 1816 y el período posterior, es conocido como la Reconquista (en América) o como Restauración (en España). Poco después que el rey Fernando VII había sido restaurado en el trono español, en 1813, decidió enviar fuerzas militares para recuperar el imperio americano de España, ahora controlado por las fuerzas criollas.
La expedición enviada en 1815 fue la expedición militar más fuerte que hasta entonces había sido enviada a América, se componía de alrededor de sesenta barcos y 10 000 hombres. El general Pablo Morillo, un veterano de la lucha española contra Francia, fue elegido para dirigir la expedición, en la que fue la reconquista de las colonias de Venezuela y la Nueva Granada, terminando así los primeros cinco años de independencia de facto de Colombia.
Después de escuchar la noticia de la llegada de la fuerza expedicionaria, las diferencias internas se suavizaron un poco, pero siguieron siendo un obstáculo importante para los republicanos, incluso cuando el gobierno de la Nueva Granada hizo un intento para resolverlas. En otra parte, las provincias ni siquiera podían darse mutuamente el apoyo que tanto necesitan. Con el tiempo, incluso muchos de los principales dirigentes, incluido Francisco de Paula Santander, se retiraron a las llanuras del este, cerca de la frontera con Venezuela, tratando de reorganizar las fuerzas políticas y militares para hacer frente al nuevo peligro.
Al no poder producirse una alianza entre Castillo y Bolívar, finalmente mientras el primero fue asediado y derrotado en Cartagena de Indias el segundo dejó el mando en manos de su primo Florencio Palacios y partió al exilio en la Jamaica británica el 9 de mayo, 3 días después de la toma por parte de las tropas españolas el 6 de mayo de 1816, de Bogotá.
En el mes de febrero de 1816, los tribunales de guerra de Morillo hicieron fusilar en Cartagena a los nueve primeros líderes patriotas. El 29 de noviembre de 1816 fueron fusilados, contra la pared norte de la plazuela de San Laureano (Paredón de los Mártires) en Tunja los próceres mártires de la independencia de Colombia: Juan Nepomuceno Niño, José Cayetano Vásquez, José Joaquín Camacho y el teniente coronel José Ramón Lineros. Empezaba así la "Reconquista de la Nueva Granada", en la cual se produce el ajusticiamiento de los caudillos patriotas involucrados por los españoles en delitos de sangre en el proceso de Secesión.

### La Campaña Libertadora

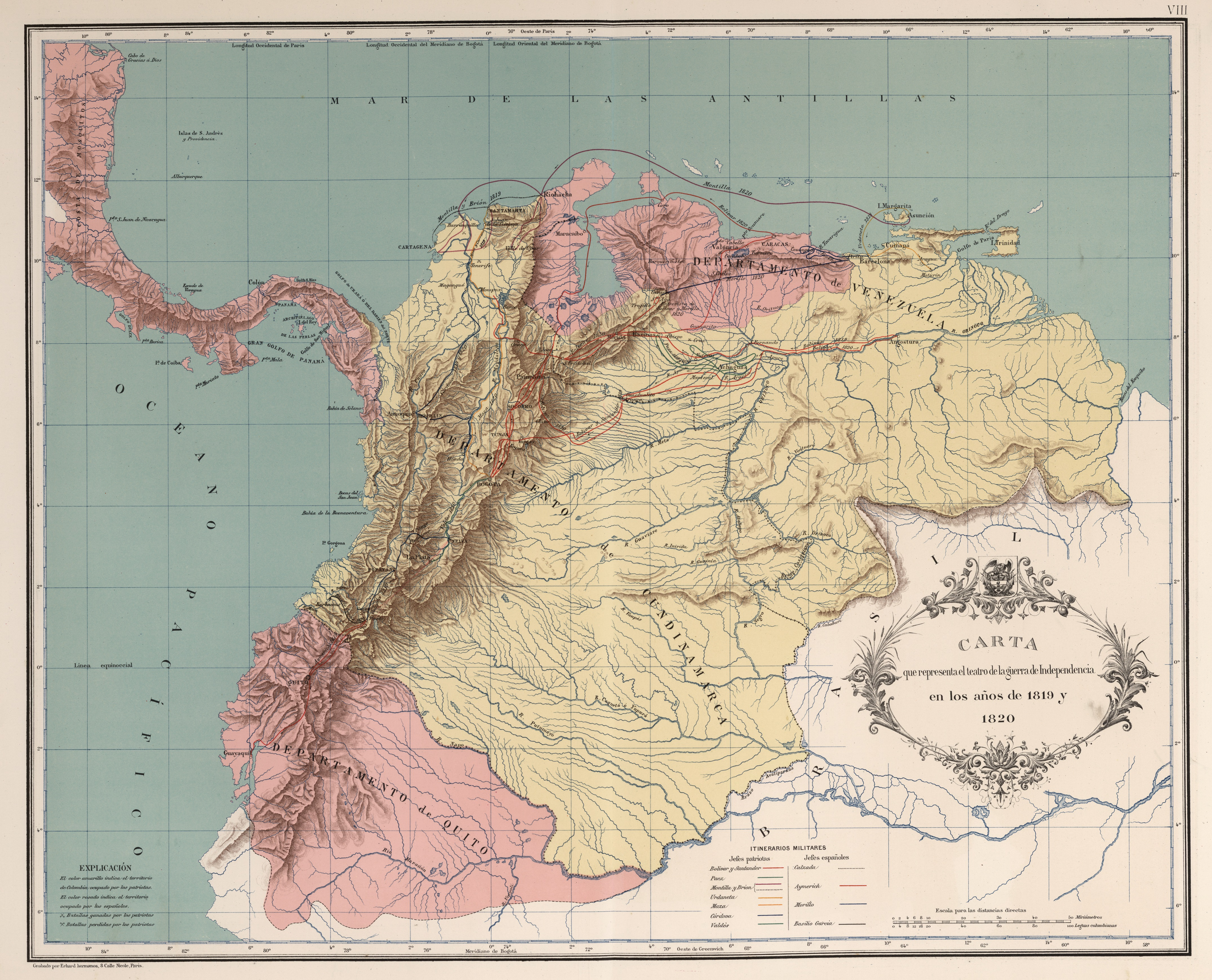
Campañas de independencia en Venezuela y Nueva Granada entre 1819 y 1820.

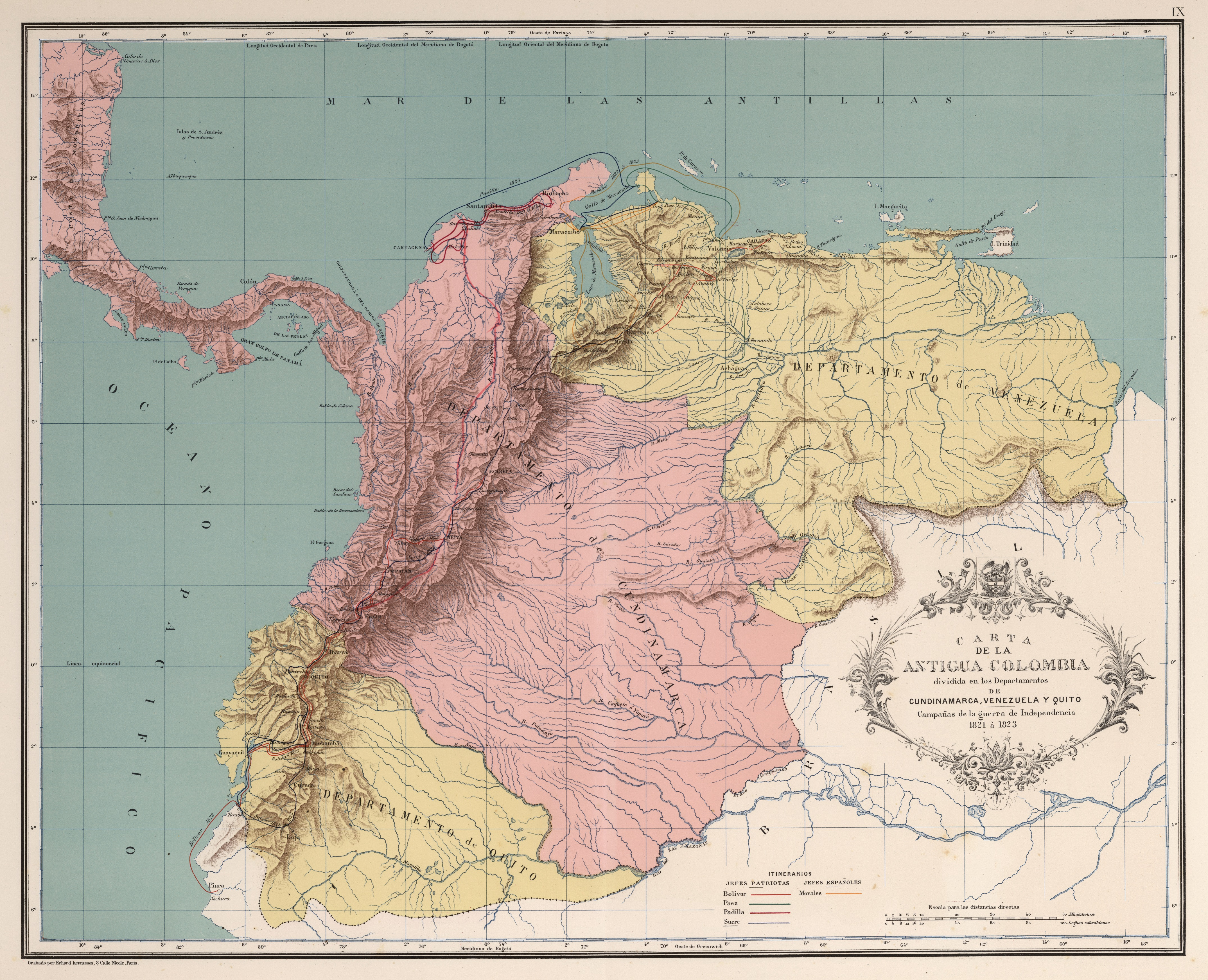
La Gran Colombia en 1820 y las campañas de independencia llevadas a cabo entre 1821 y 1823. Es necesario aclarar que los territorios centroamericanos correspondientes a Costa Rica, Nicaragua y Panamá, demarcados en el mapa, no formaron parte del Departamento de Cundinamarca.

A partir del año 1818, la situación se decantó definitivamente a favor de los patriotas, lo que permitió que Bolívar, desde Venezuela y Francisco de Paula Santander, desde Nueva Granada empezaran a coordinar acciones conjuntas desde sus áreas de influencia que fomentaran una unidad militar.

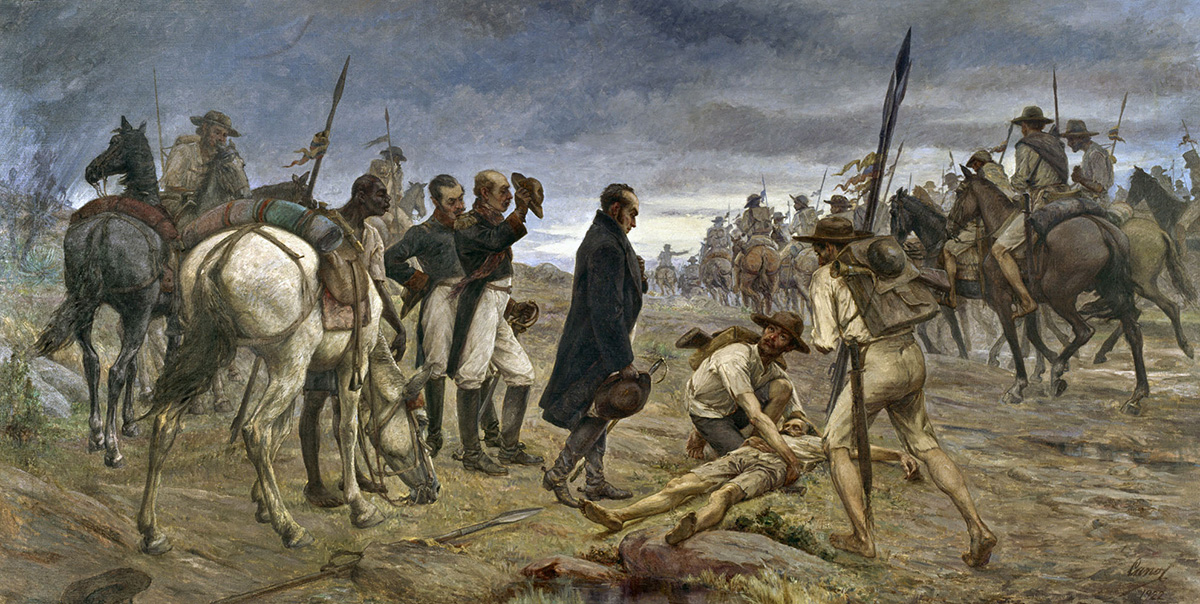
Pintura del paso del ejército de Simón Bolívar por el Páramo de Pisba por Francisco Antonio Cano.

Para entonces existía en la Nueva Granada un importante foco de resistencia revolucionaria contra las tropas de Morillo en los llanos de Casanare, zona contigua a los llanos de Apure y Arauca, donde algunos de los revolucionarios neogranadinos más comprometidos se retiraron para resistir la violencia de la Contrarrevolución del comandante militar Sámano como baluarte patriota al mando de Santander, a quien Bolívar ascendió al grado de Brigadier y lo nombró Comandante militar de la División de vanguardia.
Ambos habían elaborado un plan en el que Santander debía preparar la provincia de Casanare, unificar a los guerrilleros del sur y dar informes a Bolívar sobre las tropas españolas para iniciar la invasión de la Nueva Granada.
Además de los preparativos militares también se realizaban acciones políticas importantes del mandatorio. El 21 de enero de 1819 llegaron a Angostura dos buques británicos, el Perseverance y el Tartare con un cuerpo de voluntario que fue conocido como la Legión Británica para apoyar a Bolívar, quien el 15 de marzo de 1819 reunió el Congreso de Angostura, acontecimiento en el que pronunció una de sus mejores composiciones políticas, el Discurso de Angostura, en el que hacía un análisis crítico de la situación, exponía el rumbo a seguir para fundar la República y anunciaba el proyecto de la Constitución que fue promulgada en 1821. 
El resultado de este Congreso fue el nacimiento oficial de la República de Colombia, conocida ahora como la Gran Colombia, mediante la promulgación de la Ley Fundamental de Colombia y cuya extensión abarcó en ese momento los territorios de la Nueva Granada y Venezuela que se dividen políticamente en tres departamentos: Cundinamarca (Bogotá), Venezuela (Caracas) y Quito (Quito). 
También el Congreso, proclamó a Bolívar presidente de la República y a Francisco Antonio Zea como vicepresidente de forma que «las Repúblicas de Venezuela y la Nueva Granada quedan desde este día reunidas en una sola bajo el título glorioso de República de Colombia». 
Mientras tanto, Bolívar seguía preparando la invasión militar de Nueva Granada tratando de mantener los detalles de la campaña en secreto por lo que su duración, características, fecha de inicio y alcance eran datos desconocidos, lo cual contribuía a aumentar el factor sorpresa y la imprevisibilidad del ataque.

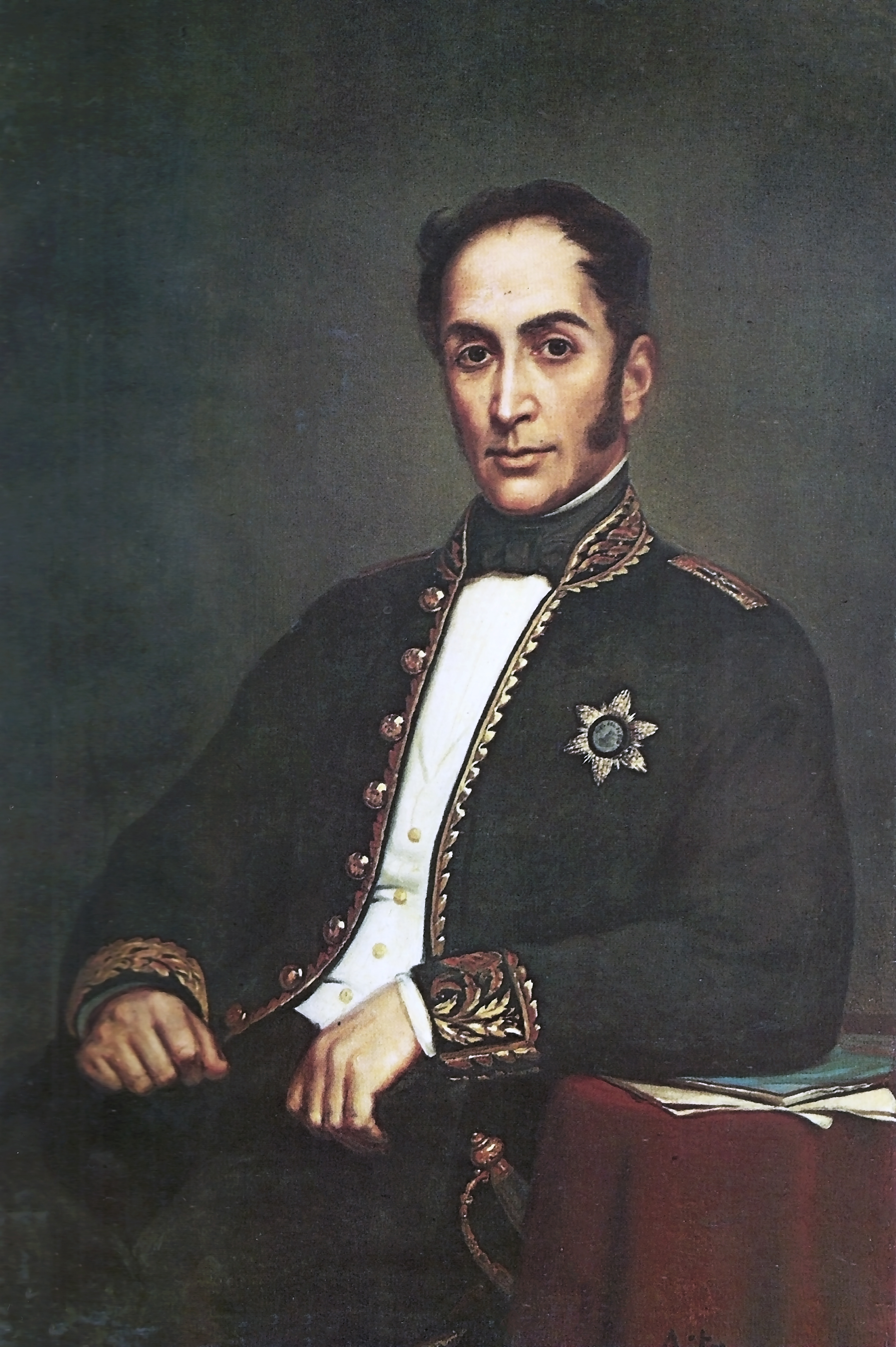
Simón Bolívar, uno de los precursores de la Independencia de Colombia, y de otros países de Sudamérica.

Morillo estaba al corriente de la llegada de la Legión Británica a Angostura bajo el mando de James Rooke e intuyó que el siguiente paso lógico de Bolívar sería unir fuerzas con José Antonio Páez, destacado líder rebelde de Los Llanos, por lo que tras analizar la situación decidió atacar el principal reducto rebelde neogranadino en Casanare con tropas al mando del coronel José María Barreiro que fueron hostigadas constantemente por las tropas del general Santander mediante tácticas de guerrilla que fueron desgastando a las fuerzas de la Tercera División española.
La llegada de la época de lluvias hizo los caminos intransitables y las operaciones militares difíciles por lo que los españoles decidieron replegarse ante la lógica de que el enemigo haría lo mismo. 
Sin embargo, el desarrollo de los acontecimientos hacían presentir lo peor al general Morillo, ya que su Ejército expedicionario, exhausto y sin recibir refuerzos desde hacía mucho tiempo, estaba combatiendo contra fuerzas militares eficaces de las que se desconocía su capacidad real. 
Es entonces cuando Bolívar realizó el Paso de los Andes, en el que las tropas patriotas avanzaron a través del páramo de Pisba, hasta dar alcance a los realistas el 25 de julio de 1819 en la Batalla del Pantano de Vargas, en la cual la tropa realista finalmente huyó, situación que le permitió a los patriotas llegar a la ciudad de Tunja el 4 de agosto.
Allí se reúne con las tropas patriotas que estaban bajo el mando de Santander en la población de Tame (actualmente ubicada en el departamento de Arauca), en donde comienza la Campaña Libertadora de Nueva Granada.
El ataque de Bolívar logró sorprender a los españoles que, ante el desastre, intentaron tomar medidas. Barreiro todavía pensaba que podía controlar la situación pero el estado de sus tropas le obligaba estar a la defensiva por lo que decidió replegarse hacia la ciudad de Bogotá donde las condiciones le serían mucho más favorables. 
El enfrentamiento decisivo con los realistas se produjo en la Batalla de Boyacá el 7 de agosto de 1819, por medio de la cual se pretendía detener el avance de las tropas leales comandadas por Barreiro hacia la ciudad de Bogotá y que resultó en una gran victoria para Bolívar y el ejército revolucionario.
Cuando el virrey Sámano, quien conocía como los demás realistas el decreto de guerra a muerte, se enteró de la derrota, huyó inmediatamente de Bogotá. De esta forma, el Ejército Libertador entró triunfante en la capital el 10 de agosto.

### Últimas campañas
Tras la campaña libertadora y la creación de un nuevo estado, la Gran Colombia, la guerra continuó. En las regiones leales a la corona, como la Costa Atlántica y Antioquia, las fuerzas independentistas lanzaron varias ofensivas, en lo que sería conocido como la Campaña fluvial y Naval. Esta sería un éxito, y se tomaría el control del río Magdalena.
Al sur del país, y con motivo de la liberación y apoyo de Quito y Perú, la Gran Colombia lanzó varias campañas para apoyar en su independencia. Pero primero se tenía que pacificar la región de Pasto, leal a la Corona española. Durante varios años se liberó allí una guerra de guerrillas, la cual culminaría con la Batalla de Barbacoas y la posterior muerte de Agustín Agualongo. Los últimos restos de resistencia realista serían derrotados en la Batalla de Sucumbíos.